# 最初の工業化
最初の工業化（さいしょのこうぎょうか）とは、世界最初に産業革命が発生したイギリスの工業化のことを指す。後発の他国の産業革命及び19世紀末期の第2次産業革命との対比の意味も有する。
「産業革命」の概念はフリードリヒ・エンゲルス・アーノルド・トインビー（同名の歴史家である甥とは別人）によって用いられたものが広まったが、その際にイギリスの工業化は当時の世界にモデルとなるような事例は無く、「世界最初の産業革命」と位置づけられた。
1960年代に入ると発展途上国の工業化をいかに実現していくかという課題の中で、イギリスの工業化は外的要因の無い工業化の純粋モデルに近いものであり、ここから産業革命・工業化の一般モデルが描けるという主張が出されたが、一方でほとんどの国々がイギリスなどの先行国の産業革命による外的要因の影響を受けて産業革命・工業化が引き起こされていることから、外的要因の無いイギリスは産業革命・工業化の一般モデルになり得ないという反論もある。